# Hosni Moebarak

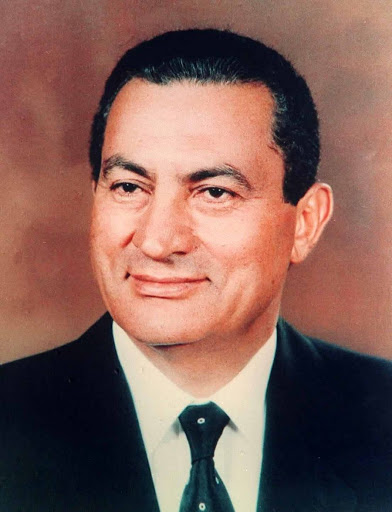
Moebarak in 1985

Mohammed Hosni Said Moebarak (ook als Mubarak getranslitereerd) (Arabisch: محمد حسني سيد مبارك) (Kafr el Meselha, 4 mei 1928 - Caïro, 25 februari 2020) was een Egyptisch politicus, van 1981 tot 2011 president van Egypte.
Na een carrière binnen de Egyptische luchtmacht werd Moebarak in 1975 benoemd tot vicepresident onder president Anwar Sadat. Toen deze in 1981 werd doodgeschoten, volgde Moebarak hem op als president. Moebarak bleef bijna dertig jaar aan de macht, tot begin 2011 grootschalige protesten uitbraken in het land. Op 11 februari 2011 trad Moebarak terug en droeg hij zijn taken over aan het leger. Hierna moest hij terechtstaan voor de betrokkenheid bij de dood van vele honderden burgers. Op 2 juni 2012 werd hij veroordeeld tot een levenslange gevangenisstraf.

## Militaire loopbaan
Moebarak werd geboren in Kafr el Meselha in het gouvernement Al Minufiyah ten noordoosten van Caïro en volgde een officiersopleiding aan de militaire academie. Hij begon in 1950 een opleiding tot Spitfirepiloot aan de luchtmachtacademie van Bilbeis, die hij met de hoogste onderscheiding beëindigde. Moebarak doorliep de rangen en werd in 1964 aangesteld als hoofd van de Egyptische militaire vertegenwoordiging bij de Sovjet-Unie. In 1967 werd hij directeur van de luchtmachtsacademie en in 1969 stafchef van de luchtmacht. In 1972 verving hij de als te prowesterse beoordeelde commandant van de luchtmacht, Ali Bogdadi. Hij werd populair door de successen van de luchtmacht tijdens het begin van de Jom Kipoeroorlog van 1973 (ook Oktoberoorlog genoemd), die hem een promotie tot luchtmaarschalk opleverde en de benoeming tot onderminister van defensie.

## Politieke loopbaan
Op 15 april 1975 benoemde president Sadat hem tot vicepresident. In de daaropvolgende jaren was hij de belangrijkste adviseur van president Sadat. Hij hervormde de veiligheidsdiensten, en was direct betrokken bij de onderhandelingen met Israël. Moebarak was ook de voornaamste bemiddelaar in het conflict tussen Marokko, Mauritanië en Algerije over de Westelijke Sahara.

### President
Na de moord op Sadat op 6 oktober 1981 werd Moebarak president. Hij werd herkozen in 1987, 1993, 1999 en 2005. De facto was Moebarak een dictator; alleen de verkiezingen in 2005 kenden meerdere kandidaten.
Zijn binnenlands beleid kenmerkte zich in de jaren negentig en de laatste jaren van zijn bewind door voorzichtige democratisering en liberalisering van de economie. Op het buitenlands vlak wist hij de Arabische landen, met wie de relatie verzuurd was door het vredesakkoord tussen Egypte en Israël, opnieuw te verzoenen met Egypte en tegelijkertijd toch de broze vrede met Israël te bewaren. In 1989 werd Egypte opnieuw opgenomen in de Arabische Liga, en later werd Moebarak zelfs verkozen als voorzitter van de Organisatie van Afrikaanse Eenheid.
Na de Iraakse invasie van Koeweit in 1990 (Golfoorlog) stuurde Moebarak troepen naar Saoedi-Arabië die daar deel uitmaakten van de multinationale troepenmacht. Sinds 1991 trad hij ook steeds meer op de voorgrond bij de onderhandelingen over vrede in het Midden-Oosten.

### Alleenheerser
Volgens de Egyptische grondwet had Hosni Moebarak na het aantreden een vicepresident moeten benoemen. Dat gebeurde pas op 29 januari 2011, toen Omar Suleiman deze functie innam.
Lange tijd was aangenomen dat hij, net als bijvoorbeeld de Syrische president Hafiz al-Assad had gedaan, zijn zoon zou klaarstomen voor het presidentschap, maar op 26 februari 2005 deelde hij mee dat iedereen aan de komende presidentsverkiezingen zou mogen deelnemen.
De verkiezingen vonden plaats op 7 september 2005 en Moebarak werd herkozen met 88% van de stemmen. Opmerkelijk was dat er voor het eerst meerdere kandidaten mee mochten doen, al waren hieraan beperkingen opgelegd. Moebaraks partij bleef op alle niveaus - van de politiek, de ambtenarij en de media - het land controleren. In het voorjaar van 2006 werden groepen tegenstanders en andere dissidenten opgepakt.
Medio september 2007 ging het gerucht dat hij ernstig ziek zou zijn.

### Opstand en aftreden

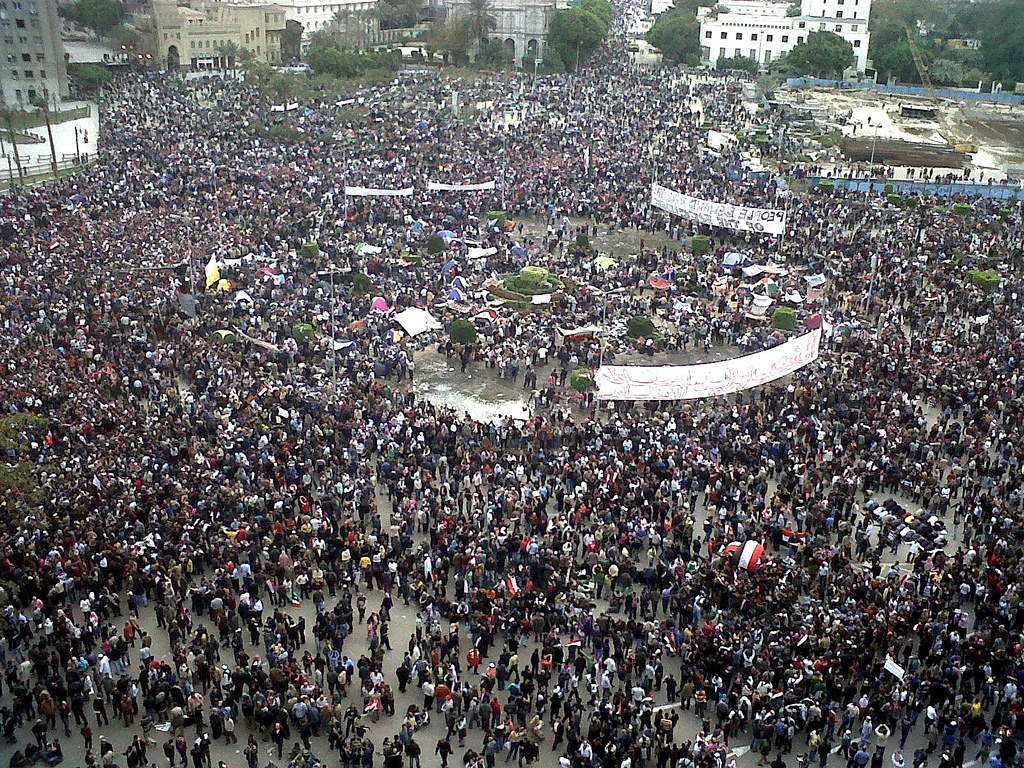
Demonstranten op het Tahrirplein in Caïro, 4 februari 2011

In januari 2011 ontstonden hevige protesten en rellen tegen zijn bewind met als doel zijn regime omver te werpen. Meer dan duizend demonstranten werden gearresteerd en er vielen volgens de Verenigde Naties meer dan driehonderd doden. Op 2 februari 2011 maakte Moebarak bekend dat hij zich niet herkiesbaar stelde voor de presidentsverkiezingen in september van dat jaar. Dit was echter niet voldoende voor de bevolking en de protesten gingen door.
In de loop van 11 februari vertrok Moebarak met zijn familie naar de badplaats Sharm el-Sheikh waar de familie een vakantiehuis bezit. Enkele uren later maakte vicepresident Omar Suleiman bekend dat Moebarak alsnog aftrad en de leiding van het land in handen van het leger had gegeven.

## Gezondheid, berechting en dood

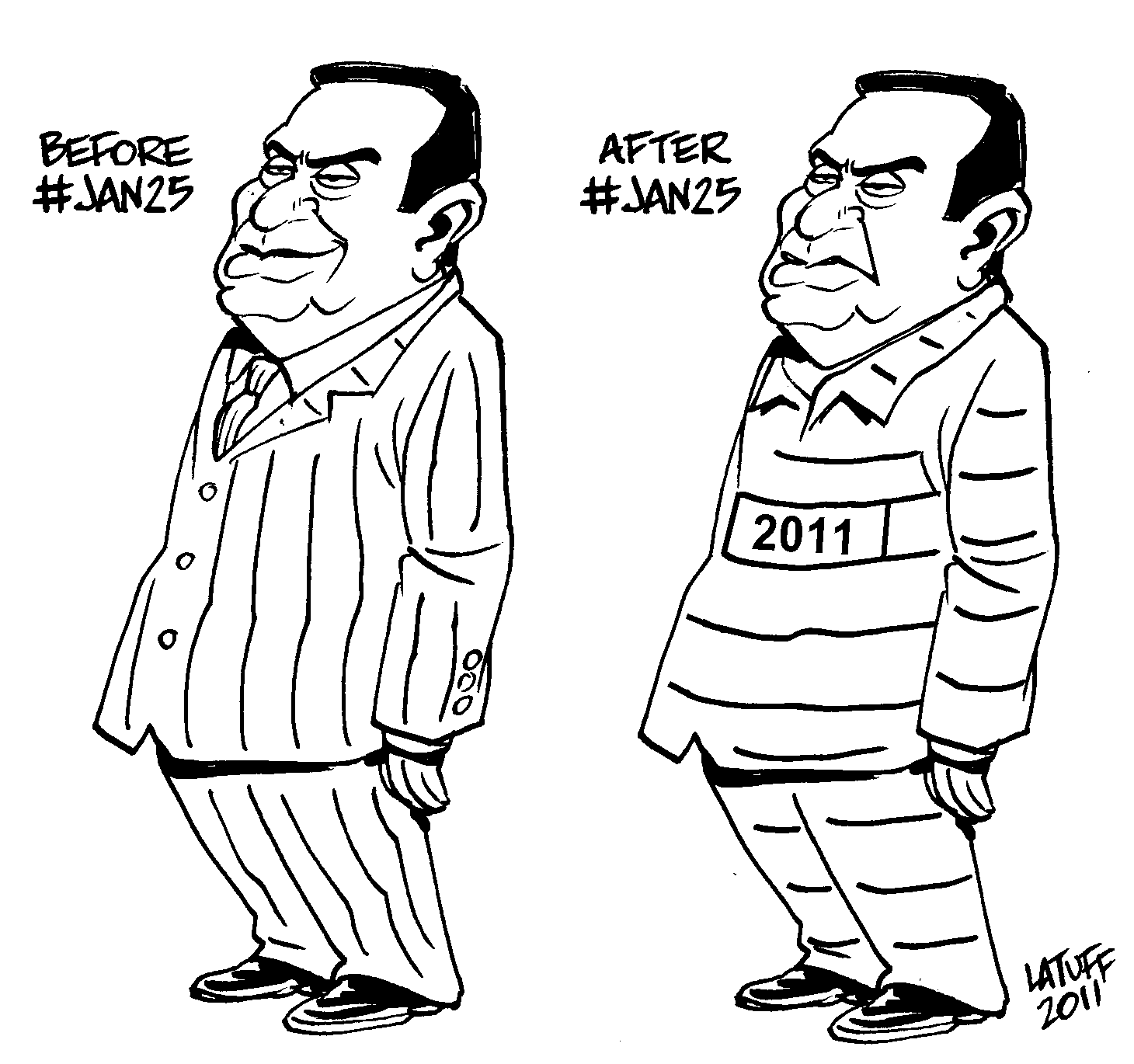
Contrast tussen vóór en na de revolutie, cartoon van Carlos Latuff

Vlak na zijn aftreden meldden internationale media dat het bergafwaarts ging met Moebaraks gezondheid. Volgens diverse media lag hij in een coma. Er waren echter ook heel andere berichten. Bronnen dicht bij zijn familie meldden dat het goed ging met Moebarak, dat hij druk aan het telefoneren was. Van een slechte medische conditie zou geen sprake zijn.
Tijdens een ondervraging op 12 april 2011 kreeg Moebarak een hartaanval. Hij werd daarop in het ziekenhuis opgenomen. Volgens de staatstelevisie weigerde hij te eten of te drinken sinds hij had vernomen dat hij verhoord zou worden. Vervolgens moest hij terechtstaan wegens zijn betrokkenheid bij de dood van honderden demonstranten in februari. Toen het proces op 3 augustus 2011 begon werd Moebarak in een ziekenhuisbed de rechtszaal binnengereden. Het proces werd voorlopig verdaagd tot 15 augustus. De rechters kondigden aan dat ook Moebaraks rol bij de dood van zijn voorganger Anwar Sadat zou worden onderzocht. Op 5 januari 2012 werd de doodstraf geëist tegen de voormalig dictator. Op 2 juni 2012 werd hij veroordeeld tot een levenslange gevangenisstraf.
Op 19 juni 2012 kreeg Moebarak in de gevangenis voor de derde keer in een maand tijd een hartstilstand. Hij werd elke keer behandeld met een defibrillator. Het Egyptische staatspersbureau MENA meldde later die dag dat Moebarak klinisch dood was. Hij werd overgebracht naar een gevangenishospitaal.
Andere media en hoge legerfunctionarissen meldden echter dat "klinisch dood" niet de juiste beschrijving was en dat Moebarak werd beademd.
Op 11 mei 2013 begon een nieuwe rechtszaak tegen Moebarak in hoger beroep. Op 19 augustus van dat jaar, te midden van grote spanningen na een staatsgreep door het leger, werd een aanklacht tegen hem inzake het verduisteren van overheidsgeld geseponeerd. Kort daarop werd zijn vrijlating gelast. Op 22 augustus werd Moebarak overgebracht van de gevangenis Tora in Caïro naar een militair ziekenhuis. Vrij man werd hij niet, hij werd onder huisarrest geplaatst, omdat er nog andere aanklachten inzake corruptie tegen de oud-president liepen.
In 2015 werden hij en zijn zonen veroordeeld voor corruptie. Die straf zat hij uit. De rechtszaak over het doodschieten van demonstranten liep echter nog toen Moebarak in 2020 overleed na een lang ziekbed.